# Георгі Донков
Георгі Димитров Донков (болг. Георги Димитров Донков, нар. 2 червня 1970, Софія) — колишній болгарський футболіст, що грав на позиції нападника, а згодом тренер.
Виступав, зокрема, за клуби «Левскі» та «Кельн», а також національну збірну Болгарії.
Дворазовий чемпіон Болгарії. Дворазовий володар Кубка Болгарії. 

## Клубна кар'єра
У футболі дебютував 1987 року виступами за команду «Левскі», в якій провів шість сезонів, взявши участь у 110 матчах чемпіонату.  За цей час двічі виборював титул чемпіона Болгарії.
Згодом з 1993 по 1998 рік грав у складі команд «Ботев» (Пловдив), ЦСКА (Софія) та «Бохум».
Своєю грою за останню команду привернув увагу представників тренерського штабу клубу «Кельн», до складу якого приєднався 1998 року. Відіграв за кельнський клуб наступні три сезони своєї ігрової кар'єри. Більшість часу, проведеного у складі «Кельна», був основним гравцем атакувальної ланки команди.
Протягом 2001—2006 років захищав кольори клубів «Ксамакс», «Еносіс», «Падерборн 07» та «Вальдгоф».
Завершив ігрову кар'єру у команді «Людвігсгафен Оггерзхейм», за яку виступав протягом 2006—2008 років.

## Виступи за збірну
1993 року дебютував в офіційних матчах у складі національної збірної Болгарії.
У складі збірної був учасником чемпіонату Європи 1996 року в Англії, де зіграв у матчі зі збірною Франції (1—3), замінивши на 82-й хвилині Красимира Балакова.
Загалом протягом кар'єри в національній команді, яка тривала 8 років, провів у її формі 10 матчів, забивши 2 голи.

## Кар'єра тренера
Розпочав тренерську кар'єру невдовзі по завершенні кар'єри гравця, 2012 року, очоливши тренерський штаб клубу «Вакер» (Бургхаузен).
2014 року став головним тренером команди «VDV», яка предствляє профспілку професійних футболістів з німецьких професійних ліг.
Згодом протягом 2015–2016 років очолював тренерський штаб клубу «Ройтлінген 05».

## Титули і досягнення
- Чемпіон Болгарії (2):

«Левскі»: 1987—1988, 1992—1993
- Володар Кубка Болгарії (2):

«Левскі»: 1990—1991, 1991—1992